# قلعه کافرها
بقایای قلعه کافرها مربوط به سده‌های میانه دوران‌های تاریخی پس از اسلام است و در شهرستان استهبان، بخش رونیز، شهر رونیز علیا، بر ارتفاعات تفرجگاه مرغک واقع شده و این اثر در تاریخ ۱۸ شهریور ۱۳۸۷ با شمارهٔ ثبت ۲۳۴۶۸ به‌عنوان یکی از آثار ملی ایران به ثبت رسیده است.